# Milton de Freitas Almeida
Milton de Freitas Almeida (* 3. Januar 1888; † nach 1946) war ein brasilianischer Generalmajor.

## Leben
Almeida absolvierte eine Offiziersausbildung im Heer (Exército Brasileiro) der Streitkräfte (Forças Armadas do Brasil) und fand im Anschluss verschiedene Verwendungen als Offizier sowie Stabsoffizier. Nach seiner Beförderung zum Oberstleutnant am 4. Juli 1929 wurde er Kommandeur des 1. Unabhängigen Kavallerieregiments und wurde danach 1931 in die Reserve versetzt. Nach seiner Beförderung zum Oberst am 30. August 1934, die auf den 18. August 1934 zurückdatiert wurde, war er zwischen 1935 und 1938 Generalkommandant der Miliz. Er wurde am 13. Mai 1939 zum Brigadegeneral befördert und löste am 24. Juli 1939 Brigadegeneral Antônio Fernandes Dantas als Kommandeur der 3. Kavalleriedivision (3ª Divisão de Cavalaria) ab. Diesen Posten hatte er bis zum 28. März 1942 inne, woraufhin Brigadegeneral Conrabert Pereira da Costa am 7. August 1942 seine Nachfolge antrat. Er selbst wechselte 1942 ins Kriegsministerium und war dort bis 1945 Leiter der Abteilung Mechanisierung, wo er am 27. April 1945 seine Beförderung zum Generalmajor erhielt. Nachdem er vom 16. November 1945 bis zum 29. Dezember 1945 Kommandeur der 7. Militärregion (7.ª Região Militar) war, wurde er zuletzt 1946 Kommandeur der 2. Militärregion (2.ª Região Militar).

## Weblink
- Eintrag in Generals.dk